# 涂山之会
涂山之会一般被认为是中国夏朝建立的标志性事件。涂山位于今天安徽蚌埠怀远县禹会村遗址附近，传说禹建都阳翟（河南禹县）后召集夏和夷的部落首领与涂山，史称涂山之会。
《左传·哀公七年》中有“禹合诸侯于涂山，执玉帛者万国”的记载，《史记》中没有关于涂山之会的记载。《后汉书》中也有“至于涂山之会，诸侯承唐虞之盛，执玉帛亦有万国。是以山海经称禹使大章步自东极，至于西垂，二亿三万三千五百里七十一步”的说法，不过《后汉书》的记载可以源于《左传》。
除此之外《左传》中还纪录到西周周穆王所召集过的另一次涂山之会。《左传》中有“穆有涂山之会”的纪录。在对《史记·楚世家》的注释中也有提到“穆王有涂山之会”。
古琴曲中有以塗山之會為題材的〈禹會塗山〉。

## 相关记载
- 秦《吕氏春秋》：

|  | 禹娶涂山氏女，不以私害公，自辛至甲四日，复往治水。故江淮之俗，以辛壬癸甲为嫁娶日也。禹墟在山西南，县即其地也。 |

- 北魏郦道元《水经注·淮水》:

|  | 吴伐楚，堕会稽，获骨焉，节专车。吴子使来聘，且问之，客执骨而问曰：敢问骨何为大？仲尼曰：丘闻之：昔禹致羣神于会稽之山，防风氏后至，禹杀之，其骨专车，此为大也。 |

|  | 淮水自莫邪山，东北径马头城北，魏马头郡治也，故当涂县之故城也。 |

- 宋朝文学家苏轼《濠州七绝·涂山》:

|  | 川锁支祁水尚浑,地埋汪罔骨应存。 樵苏已入黄熊庙,乌鹊犹朝禹会村。 |

- 宋朝文学家苏辙《和子瞻濠州七绝涂山》:

|  | 娶妇山中不肯留，会朝山下万诸侯。 古人辛苦今谁信，只见清淮入海流。 |